# Philip Morris International в России
«Филип Моррис Интернэшнл» (ФМИ) — группа аффилированных Philip Morris International для представительства в России компаний, которая включает «Филип Моррис Сэйлз энд Маркетинг» с филиалами в 88 городах страны, а также два предприятия полного производственного цикла «Филип Моррис Ижора» и «Филип Моррис Кубань» (ликвидация последнего запланирована на февраль 2022 года).
«Филип Моррис Интернэшнл» производит и реализует в России марки сигарет Parliament, Marlboro, Chesterfield, L&M, Eve, Bond Street, Next, «Оптима», Muratti. С 2015 года на территории страны также представлена система нагревания табака IQOS, с 2020-го — lil SOLID. В связи с деятельностью в России на фоне российско-украинской войны украинское Национальное агентство по предотвращению коррупции внесло компанию в список международных спонсоров войны.

## История
Марки Philip Morris International были представлены на советском рынке с 1975—1977 годов, первыми из них стали сигареты «Союз Аполлон» и Marlboro. Сигареты выпускали по лицензии на предприятиях в Самаре, Москве, Ленинграде, Кишинёве, Баку и других городах страны.
В 1992 году на фоне перехода страны к рыночной экономике корпорация открыла в России собственное представительство «Филип Моррис Инвестмент Корпорейшн». Через год оно выкупило контрольный пакет акций фабрики «Краснодартабакпром», которая в 1997-м начала действовать как «Филип Моррис Кубань». Также были запущены заводы «Филип Моррис Нева» (ликвидирован в 2002-м), «Филип Моррис Ижора». Последний стал к началу 2000-х годов самым крупным предприятием Philip Morris International в Восточной Европе.
В 1999 году была зарегистрирована компания «Филип Моррис Сэйлз энд Маркетинг», которая объединила филиалы компании с совокупным штатом около 2 тысяч человек в более ста городах страны. Основной деятельностью филиалов стало продвижение и дистрибуция брендов компании на российском рынке.

## Деятельность

### Импорт и экспорт
С начала XXI века табачное производство в России практически полностью функционирует на зарубежном сырье. В 1995 году совокупный импорт в страну составлял 143 тысячи тонн. В 2012-м только компании группы «Филип Моррис Интернэшнл» ввезли 73 тысячи тонн сырья на общую сумму $367,1 млн. Через год доля корпорации в общероссийском импорте табачных листьев составляла 24,3 % в физическом объёме. В 2015 году аффилированные Philip Morris International российские филиалы ввезли более 54 тысяч тонн на сумму $234,5 млн.
В 2001 году на экспорт шло 5—10 % от объёма производства трёх действовавших в России фабрик «Филип Моррис Интернэшнл». В 2002 году предприятие «Филип Моррис Нева» было ликвидировано. В 2012—2015 годах экспорт с двух заводов в Краснодарском крае и Ленинградской области достигал 3-4 % от производства, что примерно соответствовало 3 млрд сигарет в год. Основными экспортными рынками являлись, Армения, Казахстан, Киргизия, Монголия, страны Восточной Европы и Юго-Восточной Азии, включая Японию.

### Производство и продажи
Производство
После ввода в эксплуатацию фабрики «Филип Моррис Ижора» в Ленинградской области в 2000 году компания прекратила импорт сигарет Marlboro. Новые мощности позволили увеличить общую производительность предприятий концерна на 34 % в 2001 году (до 53,5 млрд сигарет). Доля «Филип Моррис Интернэшнл» в общероссийском объёме производства сигарет составляла 14,2 %, в объёме продаж — 19,1 %. По собственным заявлениям ФМИ, заводы также являлись крупнейшими налогоплательщиками в регионах присутствия. Например, в 2001-м предприятия перечислили в бюджет страны $292 млн налогов, в 2010-м «Филип Моррис Ижора» перечислил около 28 млрд рублей в качестве налогов и таможенных платежей в бюджеты разных уровней. Компания позиционирует себя как социально ответственную, но в разные годы Федеральная налоговая служба неоднократно штрафовала её за попытки сократить налоговую базу.
В 2012 инвестиции в российские подразделения превысили $1 млрд, производственные мощности фабрик в Краснодарском крае и Ленинградской области были рассчитаны на 100 млрд сигарет. В этот период выработка на обоих предприятиях «Филип Моррис Интернэшнл» практически достигла максимума и составила 99 млрд сигарет. В общей сложности в аффилированных фирмах и на предприятиях работало более 4 тысяч человек.
На фабриках ФМИ в России производится более 60 наименований табачных изделий, таких как Marlboro, Parliament, Chesterfield, L&M, Bond и др., а также нагреваемые табачные стики HEETS для системы IQOS. Табачные изделия, производимые на фабрике «Филип Моррис Ижора», поставляются на рынки России, Японии, Армении, Казахстана, Киргизии, Молдавии, Монголии и Сербии.
В 2017 году ФМИ вложила около 2,5 млрд рублей инвестиций в «Филип Моррис Ижора» для расширения мощностей фабрики по производству табачных стиков. В это же время на «Филип Моррис Ижора» были открыты две первые линии по производству стиков для систем нагревания табака.
В 2018 году состоялся запуск дополнительных линий табачных стиков. К концу года инвестиции в локализацию производства составили 7,6 млрд рублей. В 2019—2020 году ФМИ планирует выделить 6 млрд рублей на оборудование ещё трёх новых линий производств.
В 2013 году Philip Morris International и Japan Tobacco International совместно приобрели 40 % акций крупнейшего российского дистрибьютора табачных изделий Megapolis Distribution BV. Сделка позволила компаниям улучшить инфраструктуру и операционные процессы.
За 2012—2015 годы выработка заводов ФМИ в России сократилась до 88,1 млрд сигарет (по другим данным — до 66 млрд). Отрицательная динамика в первую очередь была связана с антитабачными мерами правительства. Но корпорация всё равно сохраняла второе место по объёмам производства в стране. По собственным оценкам, её доля на национальном рынке в 2015-м составляла 28 %, через год этот показатель снизился до 27,2 %.
Продажи
«Филип Моррис Интернэшнл» является одной из крупнейших транснациональных корпораций, представленных на российском табачном рынке. Уже в 2003 году каждая четвёртая проданная в стране пачка сигарет с фильтром относилась к брендам ФМИ. Среди представленных на российском рынке марок ФМИ шесть относились к двадцати самым дорогим международным брендам сигарет: Marlboro, Chesterfield, L&M, Bond Street, Parliament, Philip Morris. Так, с 2008-го по 2015 год средние цены за пачку Bond Street выросли с 16 до 85 рублей, а за пачку Parliament, который считается имиджевым брендом производителя, — с 48 до 130 рублей. Марка L&M занимала второе место по популярности в России. Кроме того, фабрики выпускали сигареты «Союз Аполлон», Next, Virginia Slims, Next (марка сигарет), Ambassador и «Оптима».
Благодаря инвестициям в расширение производства, которые в 2005—2015 годах составили, по разным данным, $1-1,5 млрд, компания заняла около 27 % российского рынка (по другим данным — около 21 %). Но на фоне введения антитабачных мер и роста акцизов наблюдалось сокращение объёмов продаж. Например, только в 2013-м отгрузки сигарет премиального сегмента сократились на 6 % из-за падения продаж Marlboro на 20,4 %. В 2015—2016 годах общие продажи «Филип Моррис Интернэшнл» на российском рынке снизились на 5,7 % и составили 79,65 млрд сигарет. Было отмечено снижение рыночной доли брендов Bond Street, Parliament, L&M, Chesterfield и «Оптима». Выручка за 2016-й сократилась на 0,4 % и составила $26,685 млрд. В 2017-м объёмы продаж компании продолжали снижаться и составили 72,4 млрд сигарет и их эквивалентов в год. Компания сообщала о снижении потребления более дорогих сигарет в сторону дешёвых, что связывала, в частности, с ростом цен на табак.
По собственным данным Philip Morris International, к 2019 году объём инвестиций в российские подразделения превысил $2 млрд. Корпорация вошла в рейтинг Forbes как одна из пяти крупнейших компаний с иностранным участием в России, её выручка по итогам 2020-го составила почти 500 млрд рублей. Табачный концерн занимал 28,4 % российского рынка, а совместно с Japan Tobacco International, «БАТ Россия», «Империал Тобакко» — более 98 %. Через год доля «Филип Моррис Интернэшнл» выросла до 32,6 %. В 2021 году корпорация стала первой в списке 50 крупнейших иностранных компаний в России, составленном Forbes. На тот момент в стране действовало 88 филиалов «Филип Моррис сейлз энд маркетинг», главный офис российского представительства корпорации располагался в московском бизнес центре «Легенды Цветного». Президентом «Филип Моррис Интернэшнл» в России и Беларуси являлся Ашок Рам Мохан. После начала военных действий на Украине в 2022 году исполнительный директор Philip Morris International Яцек Ольчак предположил, что примерно к концу года компания может определиться со своим присутствием в России. Позже стало известно, что компания продолжает рассматривать варианты реструктуризации в России, а фабрика «Филип Моррис Ижора» планирует продолжить работу и сохранить рабочие места
.

### «Филип Моррис Нева»
Учреждённое в 1992 году предприятие «Филип Моррис Нева» стало совместным производством Philip Morris International Investment Corporation (90 % акций) и Комитета по управлению госимуществом Ленинградской области (10 %). Компания арендовала территорию завода «Волна», где с сентября 1994 года наладила выпуск марки Chesterfield. Оборудование не предусматривало первичную обработку сырья и было рассчитано только на выпуск упаковки и сигарет. Объёмы производства последних достигли 2 млрд в год. В этот период вокруг устройства завода разгорелся скандал из-за внесения иностранным партнёром своей доли в уставной капитал в валюте. Однако филиал продолжал работу и 2000 году выпуск увеличился до 5,7 млрд сигарет. В 2001-м показатель составил 4,5 млрд — сокращение производства началось после введения в эксплуатацию областного «Филип Моррис Ижора». Фабрика в Санкт-Петербурге была закрыта в начале 2002 года, всё производство было перенесено.

### «Филип Моррис Ижора»
Фабрика Philip Morris International рядом с посёлком Ижора была построена и введена в эксплуатацию за 20 месяцев, открытие состоялось в феврале 2000 года. Новое предприятие полного цикла стало крупнейшим проектом корпорации в Восточной Европе с площадью фабричных помещений 70 тысяч м². Также его называли одним из наиболее дорогих производственных проектов западных компаний в России c объёмом инвестиций свыше $330 млн. Географическое положение способствовало выгодной и быстрой поставке сырья, благодаря этому уже в 2001-м две линии полного цикла выпускали до 25 млрд сигарет с прогнозируемым ростом до 30 млрд к 2002-му. В этот период российское подразделение Philip Morris International впервые начало экспортировать свою продукцию в страны СНГ — Белоруссию, Украину, Молдавию и Армению.
Изначальной проектной мощности предприятия стало недостаточно уже в первый год его работы. Так как в этот период правительство области предоставляло льготные условия налогообложения, компания активно инвестировала в развитие производства. В 2002 году была проведена первая реконструкция, позволившая увеличить производство до 40 млрд сигарет в год. Позднее налоговая система региона была изменена, но работавший на тот момент председатель комитета по внешнеэкономическим и международным связям областного правительства Сергей Нарышкин, который ранее входил в совет директоров «Филип Моррис Ижора», заявлял о возможности сохранения льготного режима для предприятия. И в результате дальнейшего наращивания производственных мощностей к 2005 году производительность завода выросла до 70 млрд сигарет в год. На предприятии были открыты две лаборатории по анализу химического состава табака и курительная лаборатория, которую используют для анализа сигарет и определения содержания смол и никотина.
В начале 2006 года «Филип Моррис Ижора» завершил очередной проект по расширению фабрики. После реновации, потребовавшей $240-300 млн, она стала самым крупным предприятием Philip Morris International не только в России, но и в мире. В 2012 году на её территории работало более полторы тысячи сотрудников. Её максимальная производственная мощность в 2014-м составляла 75 млрд сигарет в год, был налажен выпуск более 60 брендов. Продукция фабрики реализуют как на российском, так и зарубежном рынках — её экспортируют в Армению, Японию, Сербию, Монголию, Казахстан, Молдавию и Киргизию.
Всемирная организация здравоохранения признаёт нежелательным сотрудничество властей и табачной промышленности. Однако, по некоторым данным, филиал ФМИ получал поддержку Агентства экономического развития Ленинградской области, а также участвовал в социальных мероприятиях региона, например, выступил партнёром форума BRIEF’20. В 2017 году на Петербургском международном экономическом форуме между «Филип Моррис Интернэшнл» и правительством Ленинградской области был подписан инвестиционный меморандум на сумму 2,5 млрд рублей. Его целью стала организация производства систем нагревания табака на территории «Филип Моррис Ижора». Уже через год на фабрике заработали две линии по выпуску табачных стиков для IQOS. В 2019-м компания подписала дополнительное соглашение с правительством области о внедрении ещё трёх таких линий и одной линии по первичной обработке табака для стиков. Также была запланирована реновация зданий, сооружений и инженерных систем фабрики, строительство водоочистных сооружений. До конца 2021 года планировалось инвестировать в модернизацию 6,4 млрд рублей. Руководство рассчитывало создать на базе «Филип Моррис Ижора» фабрику полного цикла не только сигарет, но и табачных стиков, откуда продукцию будут экспортировать в Восточную Европу, СНГ и Африку. На тот момент, по заявлениям ФМИ, на экспорт табачных стиков шло 17,5 % от объёма их производства. После реконструкции предприятий в Ленинградской области только за первое полугодие 2021 года количество отгрузок сигарет и стиков составило 33,3 млрд единиц, что позволило фабрике обеспечить 31,3 % спроса на табачные продукты в стране.
Предприятие относится к крупнейшим налогоплательщикам области, формирующим доходную базу региона. Филиал неоднократно стремился сократить налоговые отчисления. Например, во время проверок в 2017 году Федеральная налоговая служба обнаружила увеличение производства и отгрузок сигарет к концу года, что было связано с запланированным повышением акцизов в 2018-м. Власти были вынуждены ввести поправки в законодательство и повышенные акцизные выплаты для производителей, чьи отгрузки в этот период заметно превышали показатели прошлого года. В 2019 году ФМИ сообщил, что по претензиям налоговой службы компания выплатила $374 млн.

### «Филип Моррис Кубань»
Краснодарский филиал был образован на базе Краснодарского табачного комбината им. профессора А. И. Смирнова, работавшего с 1943 года. В 1993 году Philip Morris International стал первым иностранным инвестором в регионе, победив в конкурсе инвестиционных проектов. И позднее после расширения уставного капитала он фактически стал держателем 49 % акций завода. Запущенное в 1997-м модернизированное производство было рассчитано на полный цикл обработки сырья и выпуска сигарет. Площадь складских помещений филиала составила 15 тысяч м². После реновации производительность цехов возросла с 3,6 млрд сигарет в год до 12. Первой выпускаемой маркой стал «Союз Аполлон», позднее производства адаптировали под выпуск «Оптима», Bond Street, Chesterfield, Next и других.
В 2013—2015 годах завод в значительной степени обеспечивал региональный табачный рынок. Его производительность составляла около 26 млрд сигарет в год, что приравнивалось к почти 6-7 % общероссийского выпуска. Одновременно филиал стал отраслевым лидером края по производительности труда (31,65 млн руб./чел./год). Вскоре компания начала реконструкцию производственных мощностей стоимостью более $30 млн.
В 2017-м производство снова было модернизировано. Таким образом, общий объём инвестиций в предприятие превысил $270 млн. На тот момент на предприятиях ФМИ в Краснодарском крае работало около 700 человек. К 2021-му на фоне снижения продаж это число сократилось до 240 человек. Уже в октябре того же года стало известно, что руководство приняло решение закрыть предприятие в регионе, сконцентрировав производственные мощности в Ленинградской области к февралю 2022 года. Отдельные журналисты связывали решение со штрафами, начисленными компании за искажение отчётности и попытки сокращения налогового бремени. Но аналитики связывали решение с оптимизацией производства.

### Маркетинг
Компания «Филип Моррис Сэйлз энд Маркетинг» с филиалами в 88 городах страны занимается продвижением и реализацией продукции. Несмотря на то, что официально реклама сигарет и табачных изделий запрещена, компания практикует скрытые методы продвижения и интернет-маркетинг, нарушает законодательство. Например, компания рассылает информацию о новинках и рекламу по электронной почте через СМС, что противоречит ограничениям на продвижение табачной продукции. Маркетологи ФМИ проводят акции, предоставляя бесплатное такси до ближайших шоу-румов потенциальным клиентам, а также заключает эксклюзивные договора с ритейлерами, запрещающие последним рекламировать продукцию конкурентов и ограничивают конкуренцию. Реклама IQOS в магазинах демонстрирует только само электрическое устройство, которое фактически не подпадает под запреты, так как является аэрозольным нагревателем и может быть использовано не только для потребления табака, но и в медицинских целях. Для продвижения IQOS в социальных сетях ФМИ сотрудничает с лидерами мнений, актёрами и звёздами шоу-бизнеса.
Одной из задач продвижения является противодействие антитабачным акциям за счёт улучшения имиджа производителя и снижения критики. Например, частью публично озвучиваемой стратегии Philip Morris International в XXI веке является расширение социальной деятельности и противодействие курению среди молодёжи. Стратегия направлена на убеждение целевой аудитории в том, что производитель разделяет социальные ценности («изменение к лучшему»); является открытым, честным и ответственным («усиление мер на защиту детей», «политика осознанного выбора»); не отличается от других компаний из списка Fortune 500. Например, «Филип Моррис Интернэшнл» поддерживает благотворительные программы, направленные на улучшение качества жизни в регионах присутствия, повышение квалификации школьных преподавателей, помощь молодым учёным, ветеранам ВОВ и пенсионерам. Но эксперты ВОЗ считали, что стратегия преследует исключительно маркетинговые цели и направлена на улучшение отношения к бренду. Новостные заметки о благотворительной деятельности компании появлялись даже на официальных сайтах муниципальных районов субъектов Российской Федерации. Кроме того, компания неоднократно становилась одними из лучших работодателей, а в 2016—2017 годах присоединилось к Ассоциации «Национальная сеть Глобального договора ООН» и «Социальной хартии российского бизнеса».

## IQOS и lil SOLID
К началу 2000-х годов вред от курения сигарет был хорошо известным фактом и многие правительства вводили антитабачные законы, а в развивающихся странах наблюдался спад потребления. Табачные производители были вынуждены искать новые рынки и способы продвижения. Одним из разработанных продуктов стали системы нагревания табака, которые позволили обойти некоторые законодательные ограничения на рекламу, а также обладали высокой рентабельностью. В 2015 году «Филип Моррис Интернэшнл» представил на российском рынке систему нагревания табака IQOS (аббревиатура от англ. I quit original smoking). Компания стала первой, кто запустил на российском рынке продукт, основанный на технологии нагревания табака. Первая точка продаж IQOS была открыта в московском торгово-развлекательном центре «Афимолл Сити», а уже через год продажи стиков IQOS достигли 0,3 % от национального табачного рынка. Их рентабельность была сравнима с таковой у сигарет высокого ценового сегмента. Так, стоимость одной пачки стиков составляла 130 рублей, что было сравнимо стоимости сигарет Parliament. Но если для сигарет акциз достигал 56 % от стоимости упаковки, то для табачных стиков — только 40 %. Представители компании даже допускали переход на производство исключительно табачных стиков при достаточной популярности продукта у населения.
Несмотря на данные о потенциальной опасности IQOS для здоровья, в 2016 году число его пользователей в России превысило полмиллиона человек. Рост популярности способствовал увеличению продаж стиков на 70,7 % (или на 211,3 млн рублей) по сравнению с 2015-м, когда продукт был запущен. Продажи самих устройств выросли более чем вдвое — до 39 млн рублей.
Продвижение IQOS
Значительную роль в распространении систем нагревания табака сыграло их активное продвижение. Группа компаний ФМИ зачастую прибегает к нестандартным или скрытым маркетинговым практикам. Так, первая реклама IQOS в интернете была запущена ещё до выхода товара на российский рынок и включала баннеры, информационные статьи на сторонних площадках, e-mail рассылки и запуск официального сайта. Также дистрибьюторы IQOS установили гибкую систему ценообразования — потребителю предлагали скидку на первый базовый комплект, чтобы удержать его от перехода на другие устройства в дальнейшем. Ряд этих мер противоречит Рамочной конвенции ВОЗ по борьбе с табакокурением. Открытие первого магазина в Москве сопровождалось масштабной инсталляцией, что должно было создать определённый имидж, вовлечь молодую аудиторию и повысить её лояльность к новой марке. Кроме того, для формирования «гламурного» образа курильщика IQOS выпускают, например, ограниченные серии устройств с особым дизайном.
На распространение IQOS сказалось также недостаточное регулирование реализации и продвижения нового продукта в первые годы после его появления. Например, в 2017 году PMI установил в Москве, Санкт-Петербурге, Ростове-на-Дону, Новосибирске, Краснодаре и Екатеринбурге автоматы для доставки заказанных в интернете табачных стиков, что противоречило действовавшему законодательству. Журналисты также отмечали простоту верификации для получения подобного заказа. ВОЗ неоднократно рекомендовала применять в отношении систем нагревания табака такое же регулирование, что и в отношении всех других табачных изделий. В 2017-м Росстандарт ввёл национальные нормативы на нагреваемый табак. Тем не менее рынок подобных устройств продолжал расширяться, и только в первом квартале 2018 года только «Филип Моррис Интернэшнл» реализовал стиков на сумму 2 млрд рублей. Аналитики прогнозировали, что российский сегмент должен стать «одним из локомотивов для развития и распространения технологии heated tobacco».
К 2019 году на бездымные продукты приходилось 18,7 % в структуре выручки «Филип Моррис Интернэшнл», и к 2025-му компания рассчитывала увеличить их долю до 38-42 %. Так, в 2020 году корпорация выпустила на российский рынок устройство lil SOLID и табачные стики Fiit. Права на продукцию принадлежат южнокорейскому производителю KT&G, с которой Philip Morris International заключил договор.
По собственным данным компании, к концу 2020 года общее число совершеннолетних пользователей IQOS в России составило около 4 млн человек, 70 % из которых ранее курили традиционные сигареты. А по оценкам экспертов, через год их количество в стране превысило 20 миллионов. Чтобы замедлить распространение продукции среди молодёжи, в этот период правительство ужесточило законодательство в отношении систем нагревания табака: была запрещена их реклама и открытая выкладка табачных стиков.

## Лоббирование и спонсорство
Ряд журналистов сообщал, что часть выручки «Филип Моррис Интернэшнл» уходит на финансирование структур, которые фактически лоббируют интересы производителя. Например, в 2004-м холдинг совместно с принадлежащей Japan Tobacco фабрикой «JTI-Елец» и «Балтийской табачной фабрикой» сформировал «Совет по вопросам развития табачной промышленности», задачей которого стало продвижение интересов табачных компаний. Его председательница Надежда Школкина одновременно входила в состав общественного совета при Минсельхозе, что, по мнению антитабачного активиста и председателя правления Международной Конфедерации Обществ Потребителей Дмитрия Янина было, неправомерно.
В 2008-м Россия присоединилась к Рамочной конвенции ВОЗ по борьбе против табака и на территории страны ввели «Технический регламент на табачную продукцию». Но из-за деятельности лоббистов его положения были гораздо мягче таковых в европейских странах. Когда в 2010-м нормы регламента было решено расширить на страны Евразийского экономического сообщества, табачныя производители, согласно журналистским расследованиям, стремились распространить выгодные им положения на других членов союза. Так, в состав рабочей группы от России среди прочих вошли представители «Филип Моррис Интернэшнл».
В начале 2010-х годов маркетологи ФМИ стремились доказать нецелесообразность положений новой редакции Федерального закона «О защите здоровья населения от последствий потребления табака». Их партнёр — Национальный антикоррупционный комитет — проанализировал законопроект и нашёл в тексте лазейки для коррупционной деятельности и возможности превышения властями полномочий. Результаты были представлены на пресс-конференции и широко освещались в СМИ. В результате, принятие норм приостановили для внесения поправок, ослабивших закон. Также представители антитабачного движения связывали задержки в принятии документа с действиями председателя Государственной думы Сергея Нарышкина, который в 1996—2004 годах входил в совет директоров «Филип Моррис Ижора».
Хотя в собственных документах «Филип Моррис Интернэшнл» отрицает участие во взяточничестве, журналисты неоднократно уличали холдинг в передаче средств и спонсорстве. Например, в 2006 году, когда в Государственной думе шло обсуждение повышения ставок на табачный акциз, ФМИ перечислила в $22,5 тыс. благотворительному фонду «Депутатский». На тот момент его возглавлял заместитель председателя комитета по налогам Госдумы Сергей Штогрин. В этот период политик высказался против повышения налогов на табак. Одновременно 52 тысячи долларов ФМИ перечислил в фонд социальных программ «Северная корона», которым руководила жена действовавшего министра финансов Алексея Кудрина Ирина Тинтякова. В этот период Минфин также выступал против резкого увеличения акцизной ставки. Пожертвования от компании получала и «Российская ассоциация по связям с общественностью» (РАСО), возглавляемая Владимиром Мединским. Позднее политик оправдывал рекламу табака в метрополитене «проблемами трактовки» законодательства, хотя отрицал свою связь с финансовыми операциями РАСО.
Кроме того, «Филип Моррис Интернэшнл» сотрудничает с общественными организациями, продвигающими интересы холдинга, и спонсирует выгодные ему научные исследования. Так, при финансовой поддержке Philip Morris International и British American Tobacco Институт экономики переходного периода продолжительное время проводил исследования систем регулирования табачной промышленности. В 1998 году Международная конфедерация обществ потребителей получила от ФМИ 100 тысяч долларов на издание газеты «Впрок» и информационную поддержку. Позднее результаты экспериментов, проводимых на базе научно-исследовательского центра компании «Филип Моррис Интернэшнл» появлялись в разных российских СМИ. Philip Morris International также спонсировал фонд «За мир без курения», который осуществляет исследования поведения курильщиков в разных странах и, в частности, в России. Эксперты ВОЗ относят организацию к «подставным», которые в действительности стремятся улучшить имидж табачного производителя. Группа компаний ФМИ финансировала также общественное движение «За права курильщиков», члены которого осуществляют политическую деятельность и, например, собирали подписи против антитабачных законов в начале 2010-х годов. В 2013 году организацию возглавил актёр Михаил Боярский, сын которого в 2019-м внёс в Госдуму законопроект о возврате курительных комнат в аэропорты.